# ジョン・スオミ
ジョン・リチャード・スオミ（John Richard Suomi , 1980年10月5日 - ）は、カナダ・オンタリオ州トロント出身のプロ野球選手(捕手)。

## 経歴
トンプソン・リバース大学出身。

### プロ入りとアスレチックス傘下時代
2000年にオークランド・アスレチックスからMLBドラフト22巡目指名され入団した。この年は、傘下ルーキーリーグのアリゾナリーグ・アスレチックスで31試合に出場し、打率264、0本塁打、14打点を記録した。
2001年は、傘下ルーキーリーグのアリゾナリーグ・アスレチックスで52試合に出場し、打率257、4本塁打、43打点を記録した。
2002年は、まず傘下ショートシーズンAのバンクーバー・カナディアンズで迎えた。ここでは、41試合に出場し、打率254、5本塁打、24打点を記録した。その後、傘下アドバンスAのバイセイリア・オークスでプレーした。ここでは、20試合に出場し、打率214、1本塁打、10打点を記録した。
2003年は、傘下Aのケーンカウンティ・クーガーズでプレーした。この年は、69試合に出場し、打率257、1本塁打、28打点を記録した。
2004年は、傘下アドバンスAのモデスト・アスレチックスでプレーした。この年は、134試合に出場し、打率295、12本塁打、99打点を記録した。自身初めて本塁打が、二桁を記録した。
2005年は、怪我の影響で全休した。

### パイレーツ傘下時代
2006年は、ピッツバーグ・パイレーツとマイナー契約を結んだ。傘下アドバンスAのリンチバーグ・ヒルキャッツでプレーした。この年は、81試合に出場し、打率260、3本塁打、34打点を記録した。
2007年は、傘下アドバンスAのクリアウォーター・スレッシャーズでプレーした。ここでは、20試合に出場し、打率258、2本塁打、7打点を記録した。

### ナショナルズ傘下時代
2007年シーズン途中に、ワシントン・ナショナルズへ移籍した。傘下AAのハリスバーグ・セネターズへ異動された。ここでは、36試合に出場し、打率223、2本塁打、14打点を記録した。その後、傘下AAAのコロンバス・クリッパーズでプレーした。ここでは、5試合に出場し、打率176、0本塁打、1打点を記録した。同年限りで、退団した。

### フィリーズ傘下時代
2008年は、フィラデルフィア・フィリーズとマイナー契約を結んだ。まず傘下AAのレディング・フィリーズでプレーした。ここでは、32試合に出場し、打率236、3本塁打、13打点を記録した。その後、傘下AAAのリーハイバレー・アイアンピッグスでプレーした。ここでは、24試合に出場し、打率244、1本塁打、9打点を記録した。同年限りで、退団した。

### ロイヤルズ傘下時代
2009年は、カンザスシティ・ロイヤルズとマイナー契約を結んだ。まず傘下AAのノースウエストアーカンソー・ナチュラルズでプレーした。ここでは、37試合に出場し、打率311、7本塁打、19打点を記録した。その後、傘下AAAのオマハ・ストームチェイサーズでプレーした。ここでは、23試合に出場し、打率145、1本塁打、6打点を記録した。同年限りで、退団した。

### フィリーズ復帰
2010年は、フィラデルフィア・フィリーズとマイナー契約を結び2年振りにフィリーズに復帰した。まず傘下アドバンスAのクリアウォーター・スレッシャーズでプレーした。ここでは、6試合に出場し、打率333、1本塁打、44打点を記録した。その後、傘下AAのレディング・ファイティン・フィルズでプレーした。ここでは、46試合に出場し、打率262、3本塁打、16打点を記録した。その後、傘下AAAのリーハイバレー・アイアンピッグスでプレーした。ここでは、18試合に出場し、打率245、1本塁打、5打点を記録した。
2011年はまず、傘下アドバンスAのクリアウォーター・スレッシャーズでプレーした。ここでは、11試合に出場し、打率182、2本塁打、2打点を記録した。その後、傘下AAのレディング・ファイティン・フィルズでプレーした。ここでは、19試合に出場し、打率348、1本塁打、3打点を記録した。その後、傘下AAAのリーハイバレー・アイアンピッグスでプレーした。ここでは、19試合に出場し、打率286、1本塁打、5打点を記録した。
2012年は、傘下AAAのリーハイバレー・アイアンピッグスでプレーした。この年は、64試合に出場し、打率265、4本塁打、18打点を記録した。
2013年は、開幕前の2月25日に、ラッセル・マーティンが第3回WBCのカナダ代表を出場辞退したため、スオミが追加登録され、代表入りした。クリス・ロビンソンの控え捕手として出場した。
レギュラーシーズンでは、まず傘下AAのレディング・ファイティン・フィルズでプレー。ここでは、35試合に出場し、打率235、2本塁打、10打点を記録した。その後、傘下AAAのリーハイバレー・アイアンピッグスでプレーした。ここでは、10試合の出場で、打率269、1本塁打、3打点を記録した。

## 詳細情報
ガッツのあるプレーが魅力。

### 代表歴
- 2013 ワールド・ベースボール・クラシック・カナダ代表